# 菲爾曼·阿鮑齊特
菲爾曼·阿鮑齊特（1679年11月11日—1767年3月20日），又譯菲爾曼·阿博齊，法國物理學家、神學家、哲學家。他在1727年起在瑞士日內瓦當圖書館員，直至逝世，任期達40年之久。他為英格蘭科學家艾薩克·牛頓等學者校對著作，略有名聲。

## 生平
1679年，阿鮑齊特在法國朗格多克省澤斯的新教家庭出生，有一兄（弟）。他兩歲時父親離世。因為法國國王路易十四大在1685年撤消《南特敕令》，宣佈新教乃非法宗教，他被逼入讀羅馬天主教學校。他母親幫他和兄（弟）逃走。他和兄（弟）在塞文山脈逃亡了兩年，抵達瑞士日內瓦。他們的逃走使母親被關押了一段時間，獲釋後她就前往日內瓦與兒子們匯合。
1698年，阿鮑齊特前往荷蘭，與學者皮埃尔·贝尔、皮埃爾·朱里厄、雅克·巴斯納吉頗熟稔。之後又到英格蘭，結識了科學家艾薩克·牛頓，成為日後牛頓的科學發現的擁護者。牛頓編訂《自然哲學的數學原理》第二版時，阿鮑齊特指出書中一個錯誤。威廉三世賞識他，希望他定居英格蘭，但他不從，寧願回到日內瓦。
1715年起，阿鮑齊特把《新約聖經》翻譯英法文。1723年，他拒絕出任大學哲學教授的邀請。1727年，他擔任日內瓦圖書館員這閒職，長達40年，至1867年逝世。

## 外部連結
- WorldCat 聯合目錄中阿鮑齊特的著作或與之相關的著作